# Jo Inge Bjørnebye
Jo Inge Bjørnebye (ur. 31 października 1946 w Vålerze, zm. 24 marca 2013 w Elverum) – norweski skoczek narciarski, olimpijczyk z Grenoble 1968 i Sapporo 1972.

## Przebieg kariery
Karierę skoczka narciarskiego rozpoczął w latach 60. XX wieku. Dwukrotnie reprezentował Norwegię na zimowych igrzyskach olimpijskich: Grenoble 1968 (31. miejsce – K-90) i Sapporo 1972 (51. miejsce – K-86, 34. miejsce – K-110). Startował również na Turnieju Czterech Skoczni. Najlepszy wynik w karierze Bjørnebye zanotował podczas noworocznego konkursu Turnieju Czterech Skoczni 1970/1971 w Garmisch-Partenkirchen, który zakończył na 4. miejscu oraz ogółem turniej na 6. miejscu. Turniej Czterech Skoczni 1971/1972 zakończył na 21. miejscu.

## Życie prywatne
Był żonaty, miał dwóch synów i córkę. Jeden z synów Bjørnebyego – Stig Inge był piłkarzem reprezentacji Norwegii oraz m.in. Liverpool FC. Jo Inge Bjørnebye zmarł 24 marca 2013 w Elverum w wieku 66 lat w wyniku choroby nowotworowej.

## Igrzyska olimpijskie
| Miejsce | Dzień     | Rok  | Miejscowość | Konkurs                         | Wynik     | Strata   | Zwycięzca        |
| ------- | --------- | ---- | ----------- | ------------------------------- | --------- | -------- | ---------------- |
| 31.     | 11 lutego | 1968 | Grenoble    | Skocznia normalna indywidualnie | 190.4 pkt | 26.1 pkt | Jiří Raška       |
| 51.     | 6 lutego  | 1972 | Sapporo     | Skocznia normalna indywidualnie | 174.2 pkt | 70.0 pkt | Yukio Kasaya     |
| 34.     | 11 lutego | 1972 | Sapporo     | Skocznia duża indywidualnie     | 167.8 pkt | 52.1 pkt | Wojciech Fortuna |

## Turniej Czterech Skoczni

### Miejsca w klasyfikacji generalnej
- 1970/1971 – 6.
- 1971/1972 – 21.